# Makalata obscura
Espèce
Synonymes
- Mesomys obscurus (Wagner, 1840)

Statut de conservation UICN

 DD  : Données insuffisantes
Makalata obscura est une espèce de rongeurs de la famille des Echimyidae qui comprend des rats épineux. C'est un rongeur terrestre endémique du Brésil, rarement observé
Cette espèce a été décrite pour la première fois en 1840 par le zoologiste allemand Johann Andreas Wagner (1797-1861).
En 2005, Louise Emmons a révisé la classification des Echimyidae et émit des doutes sur la taxinomie du spécimen holotype orinalement placé sous Mesomys en 1935 par Tate